# Maroubra
Maroubra är en förort till Sydney i Australien. Den är bland annat uppmärksammad för sin långa strand. Det kända surfgänget Bra Boys kommer därifrån.